# HD 117618 b
HD 117618 b — экзопланета, небольшой газовый гигант с массой, превышающей 0,18 массы Юпитера, вращающийся вокруг жёлтого карлика HD 117618 в созвездии Центавра. Звезда имеет спектральный класс G2V (как наше Солнце) и близкие к солнечным массу и радиус. Планета открыта методом Доплера в 2004 году.
Период обращения планеты вокруг звезды составляет лишь 26 дней (имеется также менее вероятная оценка периода, около 52 дней). Её орбита находится ближе к центральной звезде, чем орбита Меркурия в Солнечной системе. Поэтому температура планеты очень высока, и она относится к категории горячих юпитеров. Орбита обладает высоким эксцентриситетом, в периастроне планета находится в 2,5 раза ближе к звезде, чем в апоастроне, то есть освещённость планеты меняется в 6 раз при движении по орбите.
В этой же системе позже был открыт и другой газовый гигант, HD 117618 c, более удалённый и несколько более тяжёлый.